# Linaria polychroa
Linaria polychroa är en grobladsväxtart som först beskrevs av Gattefossé och René Charles Maire, och fick sitt nu gällande namn av René Charles Maire. Linaria polychroa ingår i släktet sporrar, och familjen grobladsväxter. Inga underarter finns listade i Catalogue of Life.